# Bikramganj
Bikramganj là một thành phố và là một khu vực quy hoạch (notified area) của quận Rohtas thuộc bang Bihar, Ấn Độ.

## Địa lý
Bikramganj có vị trí 25°12′B 84°15′Đ / 25,2°B 84,25°Đ Nó có độ cao trung bình là 77 mét (252 foot).

## Nhân khẩu
Theo điều tra dân số năm 2001 của Ấn Độ, Bikramganj có dân số 38.391 người. Phái nam chiếm 53% tổng số dân và phái nữ chiếm 47%. Bikramganj có tỷ lệ 58% biết đọc biết viết, thấp hơn tỷ lệ trung bình toàn quốc là 59,5%: tỷ lệ cho phái nam là 67%, và tỷ lệ cho phái nữ là 48%. Tại Bikramganj, 19% dân số nhỏ hơn 6 tuổi.